# Cladonia imbricata
Cladonia imbricata är en lavart som beskrevs av S. Hammer. Cladonia imbricata ingår i släktet Cladonia och familjen Cladoniaceae.   Inga underarter finns listade i Catalogue of Life.